# Hôtel de Saige
L'hôtel de Saige est un hôtel particulier du XVIIIe siècle situé à Bordeaux, en France.
Ce bâtiment fait l’objet d’un classement au titre des monuments historiques depuis le 14 novembre 1997 et d'inscriptions depuis les 7 octobre 1935 et 20 décembre 1993.

## Localisation
L'immeuble, qui forme la partie ouest de l'îlot Louis, est compris entre le cours du Chapeau-Rouge, la rue Louis et la rue Esprit des Lois.

## Histoire
L'hôtel fut construit entre 1775 et 1777 par l'architecte parisien Victor Louis pour le richissime armateur, négociant et parlementaire François-Armand de Saige.
Souhaitant édifier une résidence à la hauteur de son rang et de sa fortune, Saige commence par acquerir un terrain situé à l'arrière du Grand-Théâtre pour la somme de 186 000 livres (env. 2 800 000 euros actuels). La grande parcelle choisie constitue toute l'extrémité ouest de l'îlot Louis, grand lotissement dont la vente finance la construction de la nouvelle salle de spectacle.
Pour la construction, Saige exige que son hôtel soit terminé avant le Grand-Théâtre. Les travaux commencent donc en 1775 et se terminent en 1777, trois ans avant l'inauguration du prestigieux édifice voisin.
En 1781, il passe commande par contrat au peintre Pierre Lacour de « grands tableaux d’histoire » pour décorer son nouvel hôtel.
La veuve de Saige, dont l’époux a été décapité en 1793, cède l’hôtel au maire de Bordeaux en 1808. Il devient la même année le siège de la préfecture de la Gironde, et le reste jusqu'en 1993, date à laquelle celui-ci déménage dans les locaux de l'hôtel du département situé dans le quartier Mériadeck.
L’ensemble aujourd'hui privatisé est divisé en plusieurs appartements.

## Architecture
Son architecture s'inspire directement du Palais Mancini (construit entre 1687 et 1689), somptueux bâtiment dessiné par Carlo Rainaldi, qui était à cette époque le siège de l'Académie de France à Rome,. C'est là que Victor Louis a séjourné comme pensionnaire entre 1756 et 1759.

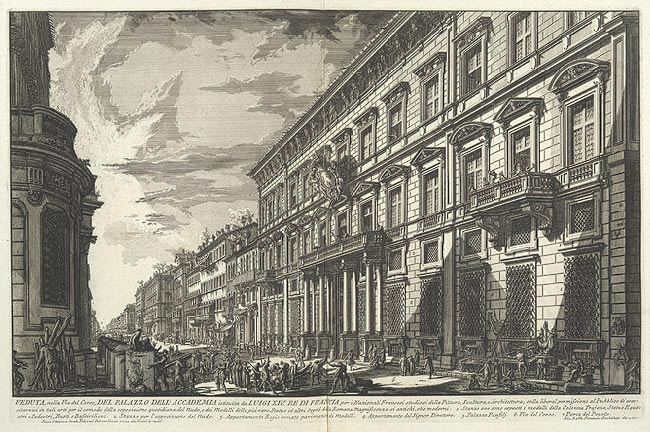
Palais Mancini à Rome.

Comme similitudes on retrouve le décor de bossages à refends au rez-de-chaussée, l'ordre toscan pour les quatre colonnes dégagées qui encadrent la porte cochère, les lourdes consoles à volutes portant les balcons à balustres, l'alternance de frontons triangulaires et segmentaires pour les baies du bel étage, et une puissante corniche au sommet de la façade.
Victor Louis fera cependant des adaptations en reprenant des formes déjà utilisées à Bordeaux. Aussi les baies du rez-de-chaussée sont cintrées et très hautes, incluant l'entresol. De même la façade est plus épurée avec l'absence de lignes de refend aux étages, et la sobriété des éléments décoratifs.
Après l'installation du siège de la préfecture de la Gironde en 1808, l'architecte Thiac engage des travaux de modernisation à l'intérieur de l'édifice. Il supprime le jardin et le portique pour agrandir la cour.